# Pleurobranchaea brockii
Pleurobranchaea brockii is een slakkensoort uit de familie van de Pleurobranchaeidae. De wetenschappelijke naam van de soort is voor het eerst geldig gepubliceerd in 1897 door Bergh.